# Arthur von Pfannenberg
Arthur Pfannenberg, seit 1826 von Pfannenberg, auch Artur (* vor 1826; † nach 1855) war ein preußischer Landrat.

## Leben
Er stammte aus der geadelten anhaltischen Familie Pfannenberg. Sein Vater war der Landrat Friedrich von Pfannenberg auf Storkwitz, dessen Nachfolger er 1841 kommissarisch und 1842 endgültig wurde. Er war Landrat des Kreises Delitzsch im Regierungsbezirk Merseburg der preußischen Provinz Sachsen. Das Amt übte er bis 1856 aus.